# Gūzen no Kakuritsu
Singles de Girl Next Door
Drive away / Kōfuku no Jōken
(2008)
Gūzen no Kakuritsu est le 1er single du groupe Girl Next Door sorti sous le label Avex Trax le 3 septembre 2008 au Japon. Il atteint la 3e place du classement de l'Oricon. Il se vend à 30 025 exemplaires la première semaine et il reste 15 semaines dans le classement pour un total de 58 137 exemplaires vendus.
Gūzen no Kakuritsu a été utilisé comme thème de fermeture de l'émission CDTV en août 2008; et Breath a été utilisé comme thème de fermeture pour Uwasa no Tokyo Magazine. Les 2 chansons sont présentes sur l'album Girl Next Door.

## Liste des titres
Toutes les paroles sont écrites par Chisa & Kato Kenn.
| 1. | Gūzen no Kakuritsu (偶然の確率)                    | Suzuki Daisuke | 5:35 |
| 2. | Breath                                             | Suzuki Daisuke | 5:04 |
| 3. | red ribbon ~Unmei no Hito~ (red ribbon ~運命の人~) | Suzuki Daisuke | 5:31 |
| 4. | Gūzen no Kakuritsu (ice cream mix) (偶然の確率)    | Suzuki Daisuke | 5:38 |
| 5. | Gūzen no Kakuritsu (Instrumental) (偶然の確率)     | Suzuki Daisuke | 5:35 |
| 6. | Breath (Instrumental)                              | Suzuki Daisuke | 5:03 |

| 1. | Gūzen no Kakuritsu (Music Video-Special Version) (偶然の確率) |  |